# Várpalota
Várpalota je mesto na Madžarskem, ki upravno spada v podregijo Várpalotai Županije Veszprém.